# Кухаривское сельское поселение
Ку́харивское сельское поселение — муниципальное образование в составе Ейского района Краснодарского края России. 
В рамках административно-территориального устройства Краснодарского края ему соответствует Кухаривский сельский округ.
Административный центр — село Кухаривка.

## Население
| 2010  | 2012  | 2013  | 2014  | 2015  | 2016  | 2017  |
| ----- | ----- | ----- | ----- | ----- | ----- | ----- |
| 4806  | ↘4782 | ↗4796 | ↘4771 | ↗4784 | ↘4736 | ↗4742 |
| 2018  | 2019  | 2020  | 2021  | 2023  |       |       |
| ↗4790 | ↗4835 | ↗4850 | ↘4825 | ↘4813 |       |       |

## Населённые пункты
В состав сельского поселения (сельского округа) входят 4 населённых пункта:
| № | Населённый пункт | Тип населённого пункта | Население (чел.) |
| - | ---------------- | ---------------------- | ---------------- |
| 1 | Воронцовка       | село                   | ↘2189            |
| 2 | Красноармейское  | село                   | ↗244             |
| 3 | Кухаривка        | село                   | ↗2047            |
| 4 | Приазовка        | хутор                  | ↗326             |